# 미스치프 암초

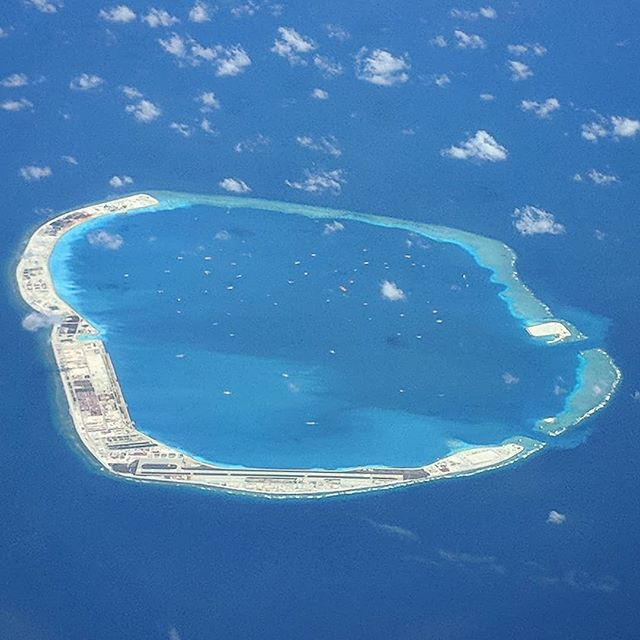
미스치프 암초의 남쪽에 활주로가 건설되어 있다.

미스치프 암초(영어: Mischief Reef)는 남중국해 스프래틀리 군도에 위치한 암초이자 산호초이다. 중국명은 메이지자오(중국어 간체자: 美济礁, 정체자: 美濟礁, 병음: Měijì jiāo), 필리핀명은 팡가니반 암초(Panganiban reef), 베트남명은 바인칸 암초(베트남어: Đá Vành Khăn)이다.

## 역사
1791년 헨리 스프래틀리가 발견했다. 그의 독일인 선원인 헤리베르트 미스치프의 이름을 따서 미스치프 암초라고 이름을 지었다. 필리핀 팔라완섬에서 서쪽으로 250km, 중국 하이난섬에서 동남쪽으로 500km 떨어져 있다. 중국, 필리핀, 베트남, 대만이 영유권을 주장하고 있다. 1994년 필리핀 경비정이 근무를 잠시 중단하는 몬순 시기(우기)를 틈타 중국이 무력 점거했다.
미스치프 암초는 지름 약 7km의 고리 모양을 띤 산호초이다. 2015년 1월 중국의 준설·매립 공사가 시작된 뒤 빠른 속도로 섬 모양을 갖춰가고 있다. 필리핀은 스프래틀리 군도의 산호초 군락인 미스치프 암초와 수비 암초에서 중국과 대립하고 있다. 중국은 이 두 곳에 인공섬을 조성하고 활주로를 건설한 것으로 알려졌다.

## 불침항모
암초나 섬에 활주로를 건설했다는 의미는, 불침항모, 즉 격침되지 않는 항공모함의 의미가 있다. 독도나 울릉도에 활주로를 건설해서, 전투기, 초계기, 헬기가 주둔하면, 그것은 이동할 수는 없지만, 전략적 요충지에 전략적 의미의 불침항모로 사용할 수 있다.
중국의 항공모함 수는 미국의 항모 11대, 강습상륙함 11대보다 훨씬 적지만, 중국 내륙의 공군기지들과 함께, 암초에 건설한 활주로 등이 모두 항공모함의 의미가 있기 때문에, 지구 반대편의 먼 나라를 공격할 때는 내륙 공군기지와, 암초의 공군기지가 항공모함으로 역할을 할 수 없지만, 자신들의 영토와 영해를 방어하는데는 충분히 항공모함으로 사용할 수 있어서, 미국 해군의 항공모함 함대들과 싸울만 하게 된다.

## 같이 보기
- 피어리크로스 암초
- 구단선